# 田辺城の戦い
田辺城の戦い（たなべじょうのたたかい）は、慶長5年7月19日（1600年8月27日） から9月6日（10月12日）にかけて、丹後田辺城（現在の京都府舞鶴市）をめぐり起こった戦い。広義の関ヶ原の戦いの一環として戦われ、丹波福知山城主小野木重次、同亀岡城主前田茂勝らの西軍が、田辺城に籠城する細川幽斎・細川幸隆（東軍）を攻めた。

## 経緯
豊臣秀吉の没後、豊臣政権の首座に就いた大老･徳川家康は、度重なる上洛命令に応じず敵対的姿勢を強める会津の上杉景勝を討伐するために、慶長5年（1600年）6月に諸将を率いて東下した（会津征伐）。
家康と対立し、佐和山に蟄居していた石田三成は、家康の出陣によって畿内一帯が軍事的な空白地域となったのを好機と捉え、大坂城に入り家康討伐の兵を挙げた。
西軍は、まず畿内近国の家康側諸勢力の制圧に務めた。上杉討伐軍に参加していた細川忠興の丹後田辺城もその目標の一つで、小野木重次・前田茂勝・織田信包・小出吉政・杉原長房・谷衛友・藤掛永勝・川勝秀氏・長谷川宗仁・赤松左兵衛佐・山名主殿頭ら、丹波・但馬の諸大名と中川秀成・毛利高政・早川長敏・木下延俊・竹中重利ら豊後の諸大名を中心とする1万5000の兵が包囲した。
忠興が殆んどの丹後兵を連れて出ていたので、この時に田辺城を守っていたのは、忠興の実弟の細川幸隆と父の幽斎および従兄弟の三淵光行（幽斎の甥）が率いる500人に過ぎなかった。
幸隆と幽斎は抵抗したものの、兵力の差は隔絶し、援軍の見込みもなく、7月19日から始まった攻城戦は、月末には落城寸前となった。しかし西軍の中には、当代一の文化人でもある幽斎を歌道の師として仰いでいる諸将も少なくなく、攻撃は積極性を欠くものであった。西軍方で参戦した谷衛友は密かに幽斎と内応し、攻撃をするふりをして空砲を撃った（谷の空鉄砲）。
当時、幽斎は三条西実枝から歌道の奥義を伝える古今伝授を相伝されており、弟子の一人である八条宮智仁親王やその兄後陽成天皇も幽斎の討死と古今伝授の断絶を恐れていた。八条宮は使者を遣わして開城を勧めたが、幽斎はこれを謝絶し、討死の覚悟を伝えて籠城戦を継続。古今伝授相伝完了の証明書である『古今集証明状』を八条宮に贈り、『源氏抄』と『二十一代和歌集』を朝廷に献上した。ついに天皇が、幽斎の歌道の弟子である大納言三条西実条と中納言中院通勝、中将烏丸光広を勅使として田辺城の東西両軍に派遣し、講和を命じるに至った。勅命ということで幸隆と幽斎はこれに従い、9月13日に田辺城を明け渡し、敵将前田茂勝の居城である丹波亀山城に身を移されることとなった。
この戦いは西軍の勝利となったが、小野木ら丹波・但馬の西軍1万5000はこの間、田辺城に釘付けにされ、開城から2日後の関ヶ原の戦い本戦には間に合わなかった。また幽斎の抵抗を通して家康の統治権代行の正当性が、朝廷をはじめとして各方面に周知されることとなった点は石田三成にとって大きな痛手となった。

なお、7月15日に田辺城に入城した三刀谷孝和の見聞と叙述を記述したものが『三刀谷田辺記』である。子細な城内事情を詳しく伝えており、当時の一般部将の時局認識の素朴な実態を物語ったものである。